# Публий Альфен Вар (консул-суффект)
Пу́блий А́льфен Вар (лат. Publius Alfenus Varus; умер после 39 года до н. э.) — римский правовед и политический деятель, консул-суффект 39 года до н. э. Вергилий упоминает его в «Буколиках» как своего благодетеля.

## Биография
Публий Альфен был родом из Кремоны и не принадлежал к нобилитету: источники сообщают, что его отец был обувщиком. Впрочем, речь не обязательно идёт о занятиях физическим трудом. Возможно, Альфен-старший владел мастерской, в которой трудились рабы, и соответственно был вполне зажиточным человеком.
О жизни Альфена известно немногое. Источники даже не называют его преномен; предполагается, что его сыном был консул 2 года н. э., о котором известно, что он был «сыном Публия» (P. f.). Гораций в одной из своих сатир называет Публия брадобреем, который в какой-то момент «бросил бритвы и запер цирюльню», но нет доказательств тому, что это не сатирическое преувеличение. В стихотворениях Катулла упоминаются Альфен («К Альфену, неверному другу», № 30) и друг поэта Вар («О подружке Вара», № 10), которые могут быть отождествлены с Публием — с большей или меньшей уверенностью.
Предположительно именно Публий — тот Альфен Вар, которого Октавиан направил в 41 году до н. э. в Транспаданскую Галлию, чтобы организовать наделение ветеранов землёй. Вар спас от разорения Вергилия, принадлежавшего к числу мантуанских землевладельцев, и тот в благодарность посвятил ему шестую эклогу своих «Буколик». Светоний утверждает даже, что все «Буколики» были написаны Вергилием, «чтобы прославить» Альфена Вара наряду с оказавшими поэту такое же благодеяние Гаем Азинием Поллионом и Гаем Корнелием Галлом. Вергилий пишет:

Имя, о Вар, твое — лишь бы Мантуя нашей осталась,

Мантуя, слишком, увы, к Кремоне близкая бедной, —

В песнях своих возносить до созвездий лебеди будут!
— Публий Вергилий Марон. Буколики, IX, 27—29.
Учитывая требования Корнелиева закона относительно определённых временных промежутков между высшими магистратурами, Альфен Вар должен был не позже 42 года до н. э. занимать должность претора. В 39 году до н. э. он стал одним из консулов-суффектов наряду с ещё одним незнатным плебеем Гаем Кокцеем Бальбом. О деятельности этих магистратов источники ничего не сообщают.
Интеллектуальные занятия
В юности Публий Альфен был учеником выдающегося правоведа Сервия Сульпиция Руфа. Всего учеников было десять, и юридические труды восьми из них были впоследствии изданы вместе, в 140 книгах, Ауфидием Намузой (Дигесты, I, 2, 2, 44; при этом имена конкретных авторов источник не называет). Перу Альфена Вара принадлежали Дигесты в 40 книгах, которые сохранились только в виде ряда цитат у римских юристов II—III веков н. э. Авл Геллий упоминает работу Публия под названием «Заметки» (Coniectanea), которая может быть частью «Дигестов» либо частью компиляции Ауфидия Намузы.